# Contea di Armagh
La contea di Armagh (Contae Ard Mhacha in gaelico) è una delle 32 contee tradizionali dell'Irlanda, ed è una delle sei contee che fanno parte del Regno Unito. La contea di Armagh non ha valenza politica, ma soltanto culturale e sportiva.

## Toponomastica
Il toponimo Armagh deriva dalla parola irlandese ard macha, laddove ard significa altura mentre Macha è il nome di una divinità della mitologia celtica irlandese, menzionata nel Lebor Gabála Érenn, interpretabile pertanto come altura di Macha. Tradizione vuole infatti che la divinità sia stata responsabile della costruzione della Emain Macha, edificio sulla collina sopra l'omonima città di Armagh oggi noto come Navan Fort affinché divenisse la sede del regno dei re Ulaid che a loro volta hanno dato il nome in gaelico all'attuale provincia dell'Ulster.
La contea è informalmente conosciuta col soprannome di Orchard County (contea dei frutteti) per l'alto numero, inusuale per il clima irlandese, di frutteti nell'area.

## Geografia fisica

### Territorio
Il territorio della contea è per lo più pianeggiante o caratterizzato da basse colline. Dal punto più alto di Armagh, lo Slieve Gullion situato nelle aree meridionali della contea il territorio discende dalle terre del sud e dalle alture del Carrigatuke, Lislea e Camlough formando ampie aree di drumlin nella parte centrale ed occidentale fino a raggiungere il livello del mare e formare delle pianure nel nord e lungo le sponde del Lough Neagh. Il terreno è sostanzialmente simile a quello delle altre contee di Irlanda ma tendenzialmente più fertile, fattore che ha permesso la crescita dei noti frutteti che danno il soprannome di Orchard County alla contea.

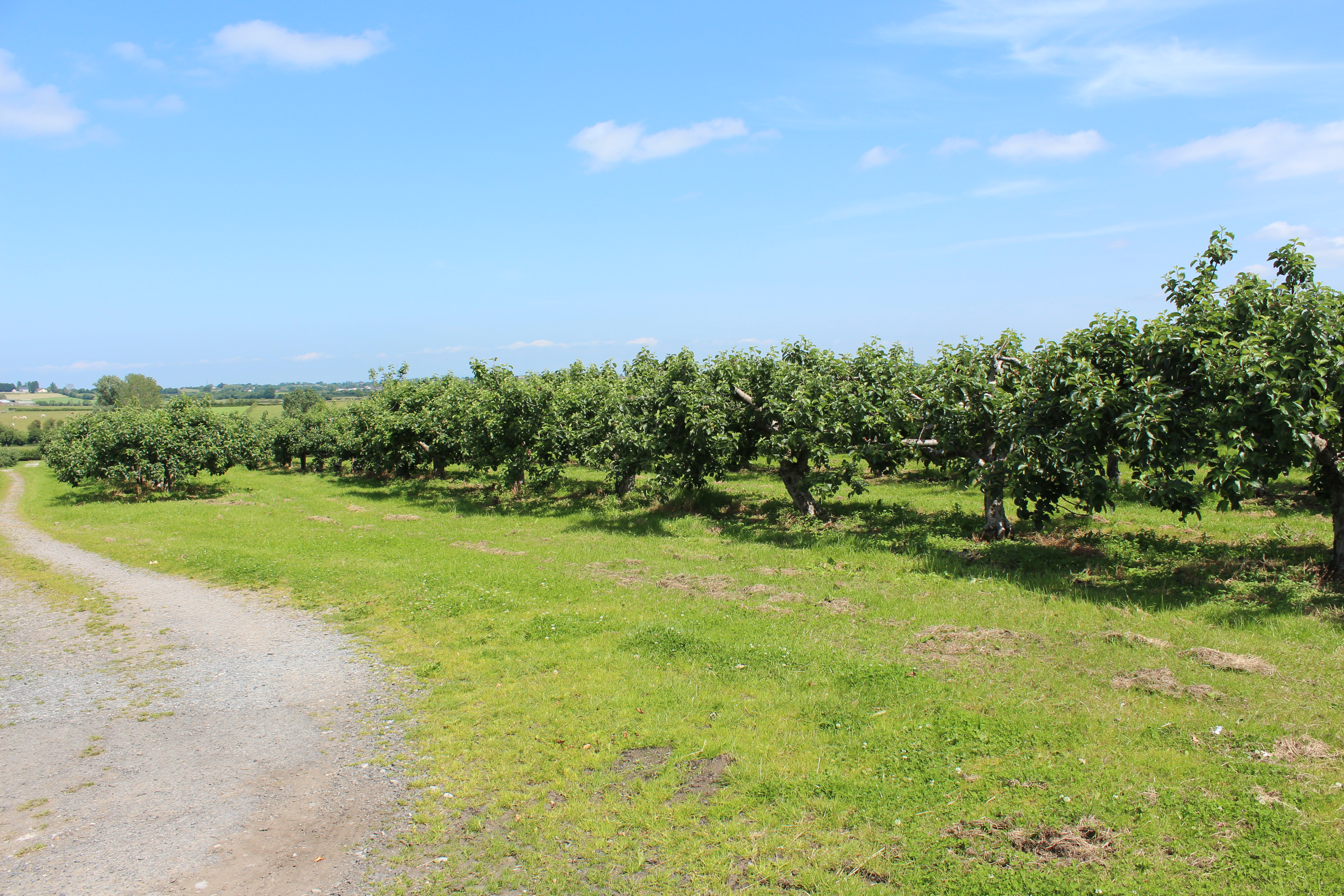
Frutteto vicino a Drummannon

La contea confina col Louth, nei pressi dell'aspro Ring of Gullion che si innalza nell'area meridionale, mentre il confine con Monaghan e Down è prettamente politico, posto che è attraversato da una fascia anonima di drumlin e piccoli specchi d'acqua. Il fiume Blackwater marca il confine con Tyrone laddove il Lough Neagh completa il confine settentrionale.
Ci sono un numero elevato di isole disabitate nella parte di Lough Neagh sotto la tradizionale suddivisione della contea: Coney Island, Coney Island Flat, Croaghan Flat, Derrywarragh Island, Padian, Phil Roe's Flat e la Shallow Flat.

### Clima
Nonostante sia situata nella parte nord-orientale dell'isola irlandese, Armagh gode di un clima oceanico influenzato dalla Corrente del Golfo e caratterizzato da inverni umidi e miti e da estati piovose e temperate. Le temperature difficilmente scendono sotto la soglia del congelamento durante le ore diurne, anche se brinate e gelate non sono rare nei mesi tra novembre e febbraio. La neve è piuttosto rara e difficilmente resta al suolo per più di poche ore, anche nelle sommità delle alture meridionali. Le estati sono caratterizzate da lunghe giornate, nel picco di alta estate ben 18 ore, ma spesso intervallate da fenomeni precipitativi.
| Tabella climatica   | Mesi | Mesi | Mesi | Mesi | Mesi | Mesi | Mesi | Mesi | Mesi | Mesi | Mesi | Mesi | Stagioni | Stagioni | Stagioni | Stagioni | Anno  |
| Tabella climatica   | Gen  | Feb  | Mar  | Apr  | Mag  | Giu  | Lug  | Ago  | Set  | Ott  | Nov  | Dic  | Inv      | Pri      | Est      | Aut      | Anno  |
| ------------------- | ---- | ---- | ---- | ---- | ---- | ---- | ---- | ---- | ---- | ---- | ---- | ---- | -------- | -------- | -------- | -------- | ----- |
| T. max. media (°C)  | 7    | 7,6  | 9,7  | 12,2 | 15,2 | 17,7 | 19,6 | 19,2 | 16,6 | 13,0 | 9,5  | 7,6  | 7,4      | 12,4     | 18,8     | 13,0     | 12,9  |
| T. min. media (°C)  | 1,7  | 1,7  | 2,9  | 4,0  | 6,3  | 9,1  | 11,4 | 11,0 | 9,0  | 6,7  | 3,5  | 2,4  | 1,9      | 4,4      | 10,5     | 6,4      | 5,8   |
| Precipitazioni (mm) | 79,8 | 57,5 | 64,9 | 55,4 | 54,4 | 55,7 | 52,3 | 71,9 | 67,1 | 81,1 | 72,1 | 83,4 | 220,7    | 174,7    | 179,9    | 220,3    | 795,6 |

## Storia

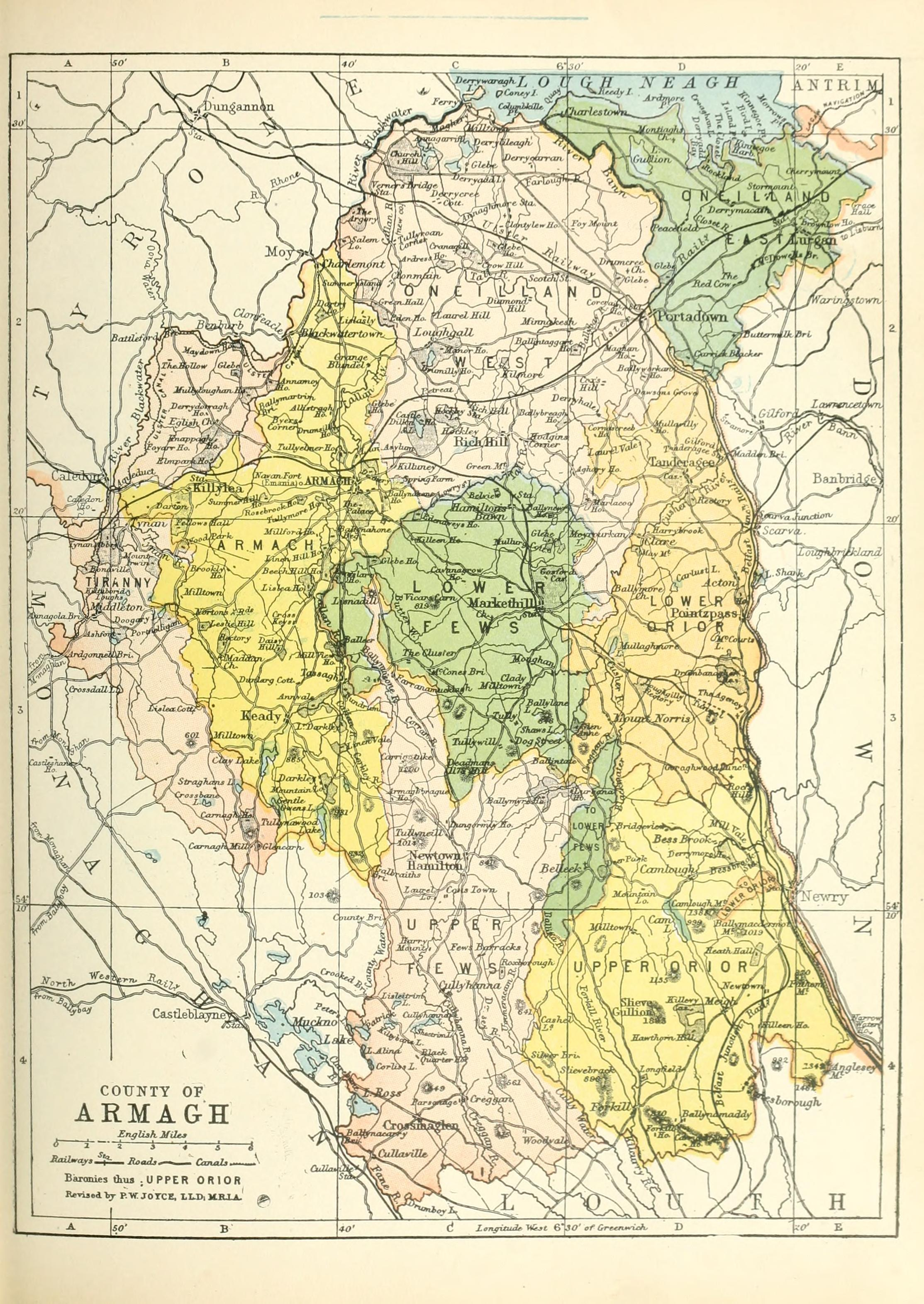
Baronie della contea di Armagh (1900)

Anticamente il territorio dell'attuale contea di Armagh faceva parte del regno gaelico di Ulaid (conosciuto anche come Voluntii, Ultonians, Ulidians, Ulstermen) almeno fino al IV secolo. Era governato dal cosiddetto "Ramo Rosso" (Red Branch), una dinastia reale discendente da Conchobar mac Nessa ed insediata nella capitale di Emain Macha (oggi Navan Fort) vicino all'attuale cittadina di Armagh. Il sito (e di conseguenza anche la città e la contea in seguito), devono il loro nome alla dea celtica Macha. Il Ramo Rosso gioca un importante ruolo nel Ciclo dell'Ulster così come nel Táin Bó Cúailnge ("Razzia di Vacche di Cooley"). Furono comunque destituiti e allontanati dai Tre Colla, che invasero nel IV secolo l'area governandola sino al XII secolo. Le aree durante il dominio del clan Colla furono note come Airghialla od Oriel durante l'arco degli ottocento anni.
Con l'avanzare del tempo si formarono delle casate discendenti dai Colla, ovvero i clan degli O'Hanlons, dei MacCann, e della dinastia Uí Néill, ramo degli O'Neills of Fews. Armagh fu quindi divisa in svariate baronie: Armagh città e relativi territori andarono agli O'Rogan, Lower Fews passò agli O'Neill of the Fews, ed Upper Fews era governata dagli O'Larkin, successivamente destituiti dai MacCann. Oneilland East divenne territorio degli O'Garvey, ma anch'essi furono cacciati dai MacCann, che in poco tempo si impadronirono anche di Oneilland West. Upper e Lower Orior erano invece territori O'Hanlony. I Ronaghan erano accreditati come dei tiranni locali che avevano dei possedimenti, così come altri erano gestiti dagli O'Kelaghan. L'area intorno alla base dello Slieve Guillion e vicino a Newry divenne possedimento in seguito del clan McGuinness che era stato spossessato dei propri domini nella contea di Down.
Armagh è stata la città storica legata alla figura di San Patrizio e la Chiesa cattolica continua ad indicare la città come principale sede irlandese del culto cattolico. La cittadina di Armagh del resto contiene due cattedrali dedicate a San Patrizio, una cattolica ed una protestante.
Armagh è una delle quattro contee dell'Irlanda del Nord ad avere una popolazione a maggioranza cattolica secondo il censimento del 2011.

### Conflitto nordirlandese
L'area meridionale della contea è stata per anni una roccaforte di sostenitori dell'IRA, tanto da meritarsi il nomignolo di Bandit Country sebbene oggi sia ampiamente considerato come un'esagerazione mediatica amplificata dalla comunità protestante e filo-governativa del tempo. L'area di South Armagh è a forte predominanza nazionalista e caratterizzata da atteggiamenti da sempre ostili e di opposizione a qualsiasi presenza britannica, specialmente di natura militare. Negli anni la South Armagh Brigade dell'IRA ha occupato spesso le pagine dei giornali.
Il 10 marzo 2009, la CIRA ha rivendicato la propria responsabilità dell'assassinio di un agente della PSNI a Craigavon — il primo occorso ad un agente di polizia in Nord Irlanda dal 1998. L'agente è stato colpito mortalmente da un proiettile sparato da un cecchino mentre lo stesso ed un collega ispezionavano l'area per "attività sospette" in una casa dove una finestra era stata rotta da dei ragazzi dopo una denuncia del proprietario.

## Luoghi di interesse
- Osservatorio di Armagh, fondato nel 1790 è un istituto di ricerca astronomica moderno.
- Emain Macha, antico monumento luogo rituale e di cerimonie. Riveste un ruolo particolare nella mitologia irlandese, specie nel Ciclo dell'Ulster.
- Cattedrale di San Patrizio, cattedrale cattolica di Armagh e sede dell'arcidiocesi di Armagh.

## Geografia antropica

### Suddivisioni amministrative

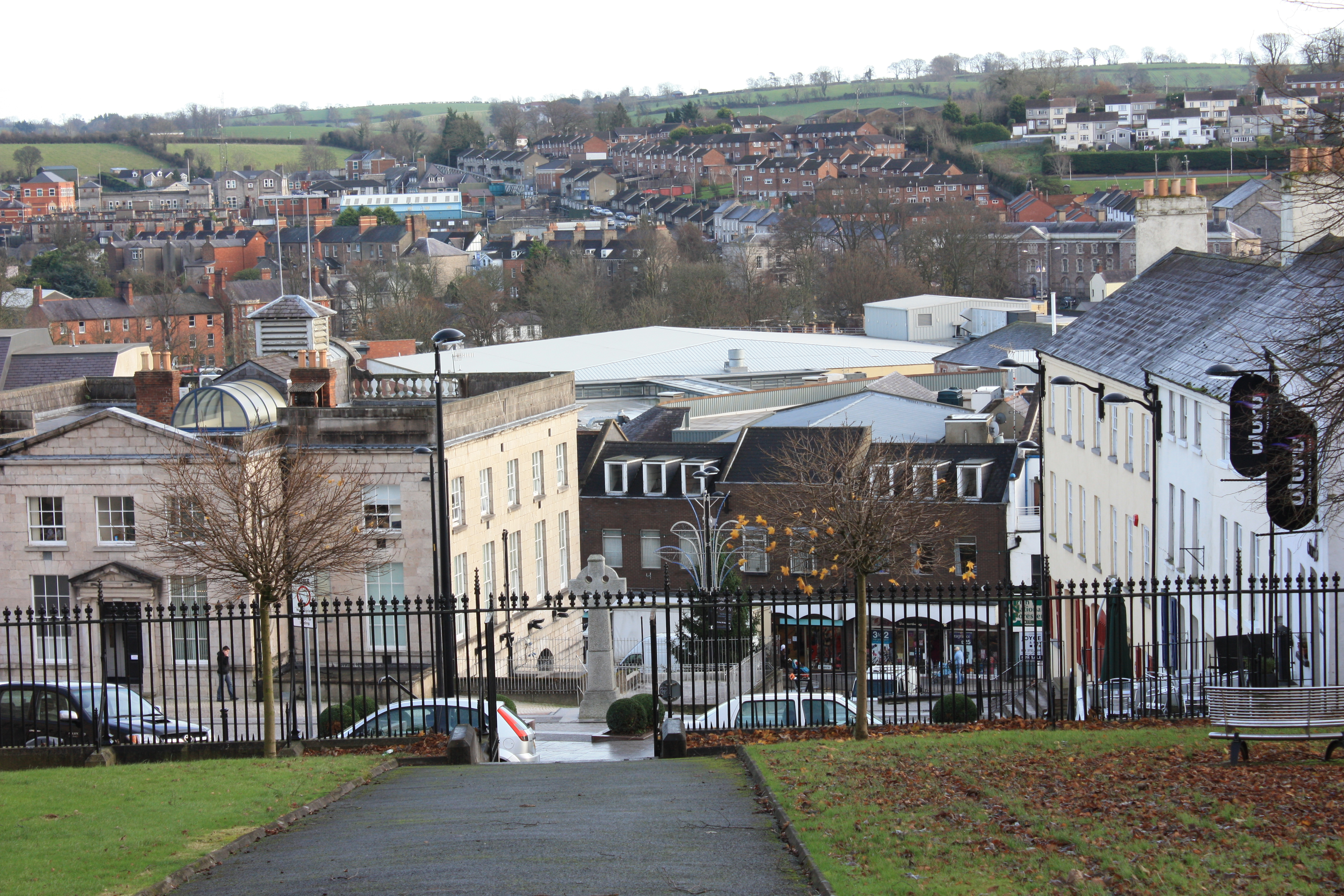
Armagh, storica county town della contea

#### Città
(popolazione con più di 18.000 abitanti secondo Censimento 2001)
- Newry (condivisa con Down)
- Craigavon, include:
  - Lurgan
  - Portadown

#### Città medie
(popolazione tra 10.000 e 18.000 abitanti secondo Censimento 2001)
- Armagh (ha status onorifico di città)

#### Piccole città
(popolazione tra 4.500 e 10.000 abitanti secondo Censimento 2001)
- nessuna

#### Paesi
(popolazione tra 2.250 e 4.500 abitanti secondo Censimento 2001)
- Bessbrook
- Keady
- Richhill
- Tandragee

#### Villaggi
(popolazione tra 1.000 e 2.250 abitanti secondo Censimento 2001)
- Crossmaglen
- Markethill
- Mullavilly/Laurelvale
- Poyntzpass (una parte del villaggio si trova nella County Down)

#### Piccoli villaggi e comunità
(meno di 1.000 abitanti secondo il Censimento 2001)
- Acton
- Annaghmore
- Annahugh
- Aughanduff
- Ardress
- Ballymacnab
- Bannfoot
- Belleeks
- Blackwatertown
- Bleary
- Broomhill
- Camlough
- Clonmore
- Charlemont
- Cladymore
- Creggan
- Cullaville
- Cullyhanna

- Darkley
- Derryadd
- Derryhale
- Derrymacash
- Derrymore
- Derrynoose
- Derrytrasna
- Dorsey
- Dromintee
- Drumnacanvy
- Edenaveys
- Forkill
- Hamiltonsbawn
- Jonesborough
- Killean
- Killylea
- Kilmore
- Lislea

- Lisnadill
- Loughgall
- Loughgilly
- Madden
- Maghery
- Meigh
- Middletown
- Milford
- Mountnorris
- Mullaghbawn
- Mullaghbrack
- Mullaghglass
- Newtownhamilton
- Scotch Street
- Silverbridge
- Tartaraghan
- Tynan
- Whitecross

## Infrastrutture e trasporti

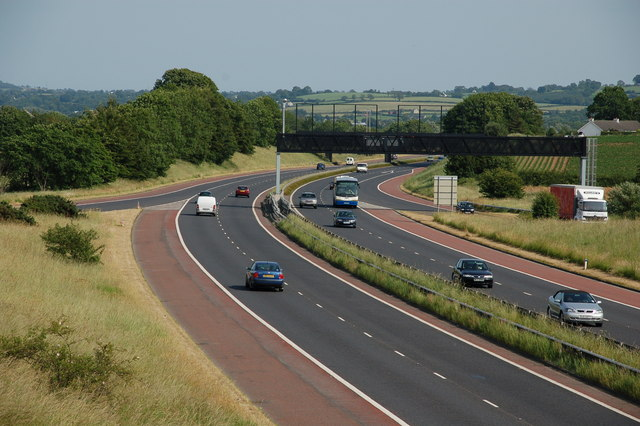
La M1 nei pressi di Lurgan

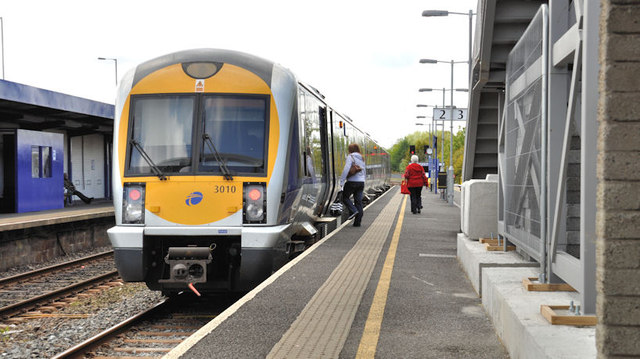
Stazione di Portadown

### Strade
La contea di Armagh è attraversata da due strade principali, la M1 che collega Belfast a Dungannon attraversa il nord della contea, mentre l'A1 / N1 da Belfast a Dublino corre a est sud. Armagh ha numerose strade locali che collegano gli insediamenti tra loro.

#### Vie navigabili interne
La contea di Armagh è attraversata dall'Ulster e dal Newry che non sono completamente aperti alla navigazione.

### Ferrovie
Armagh in passato era parte di una rete ferroviaria ben sviluppata con collegamenti di ferroviari da Armagh City, Culloville, Goraghwood, Markethill, Vernersbridge e Tynan.
Gli attuali collegamenti ferroviari attivi sono Newry (Bessbrook), Portadown, Poyntzpass, Scarva e Lurgan.
La compagnia Ulsterbus fornisce il sistema di trasporto pubblico più esteso all'interno della contea, compresi i trasferimenti in autobus dalle maggior parte delle città.

## Galleria d'immagini

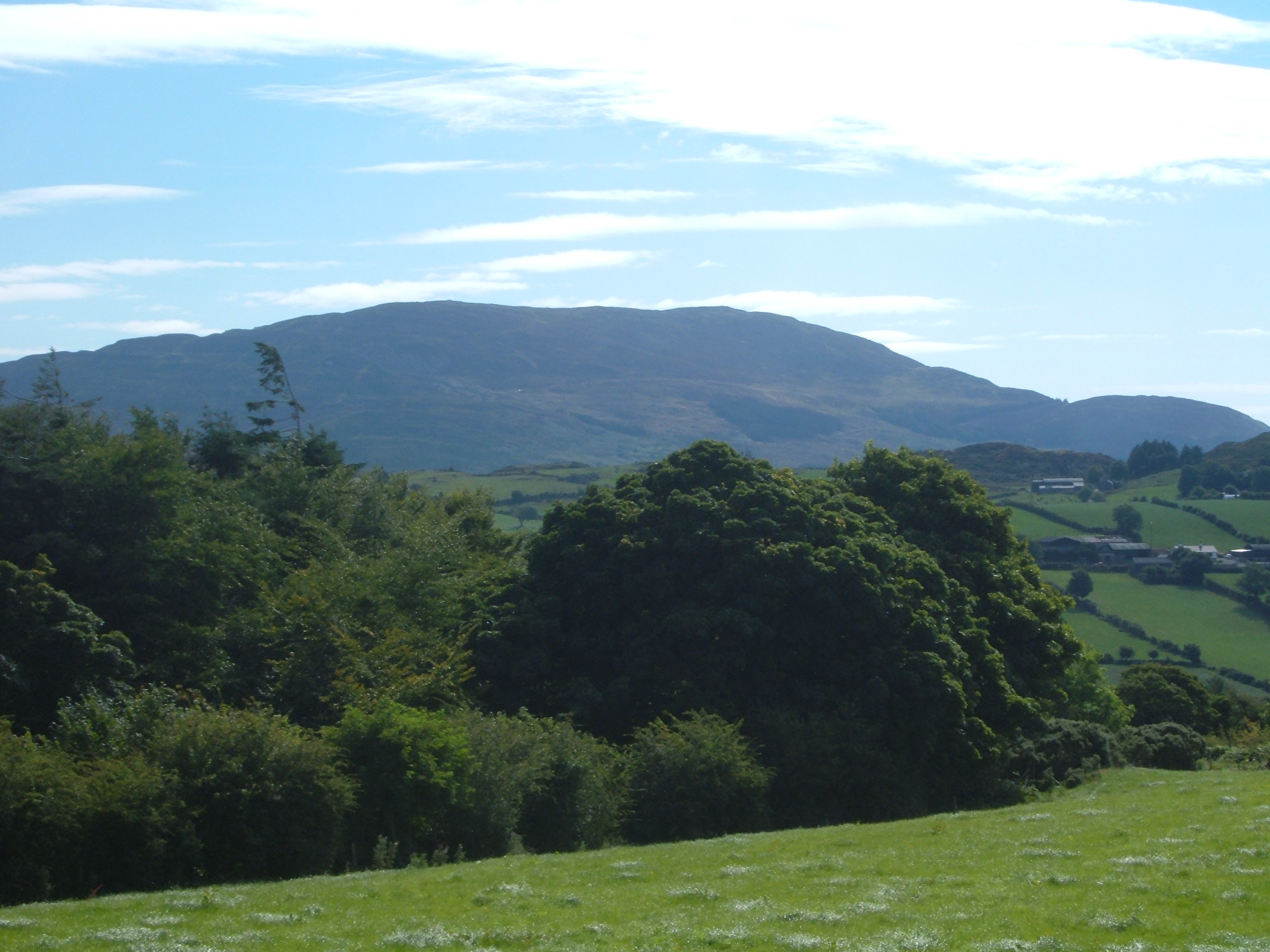
Vista del Slieve Gullion
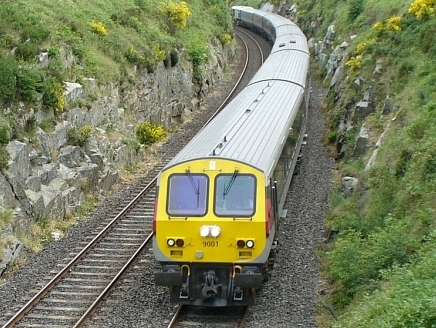
Treno nelle vicinanze di Newry
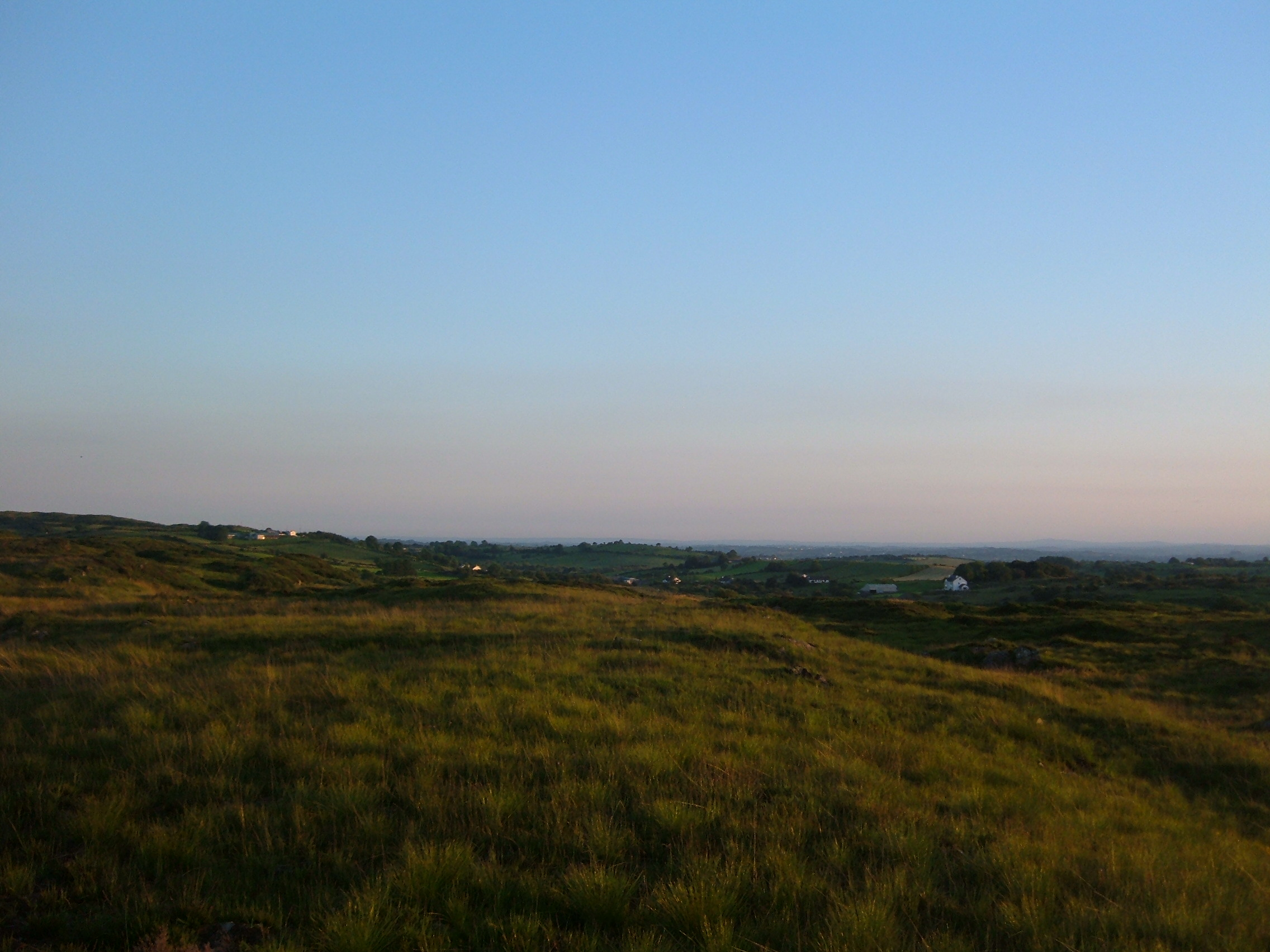
Campagna nel sud di Armagh
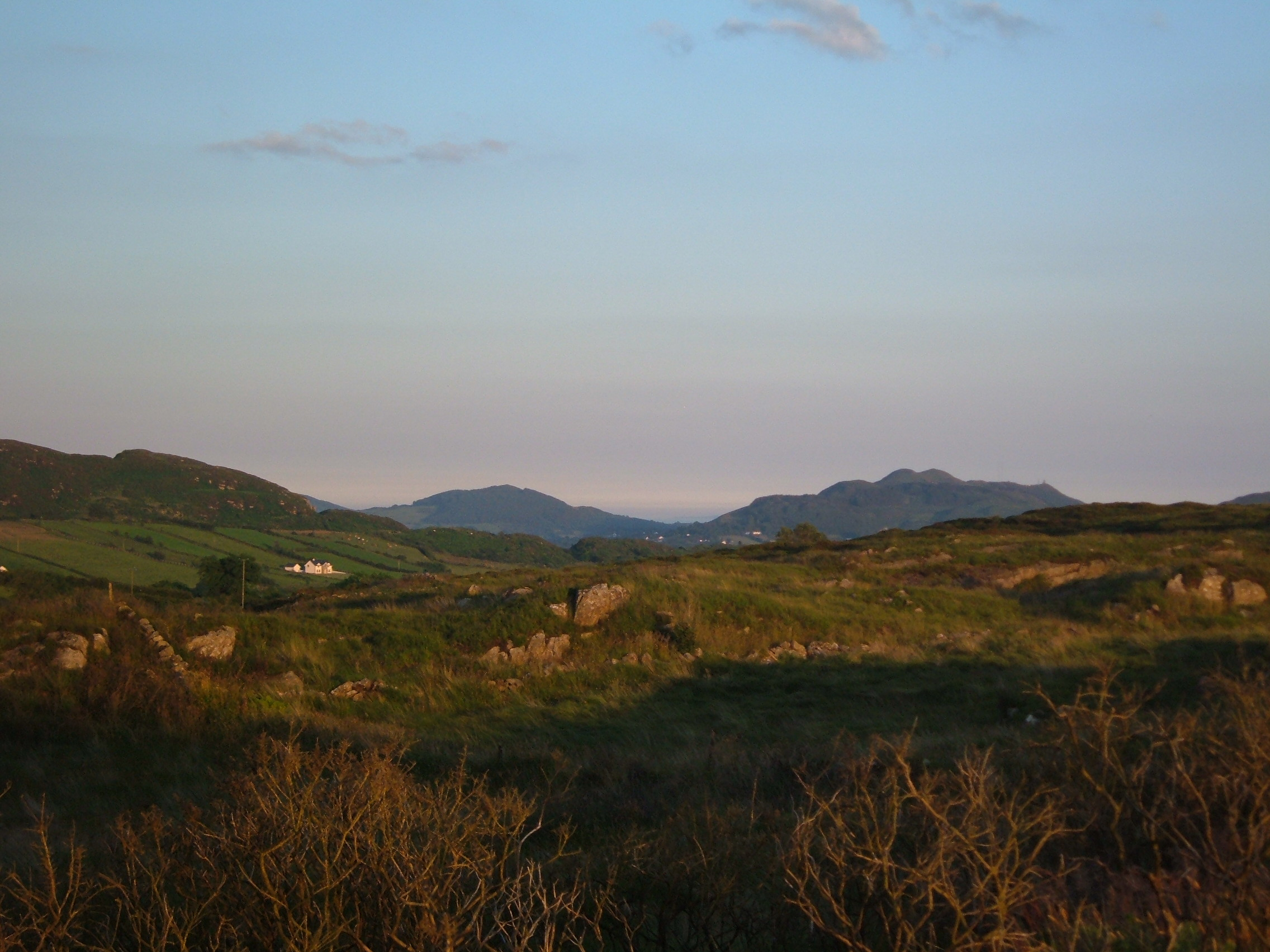
Forkhill
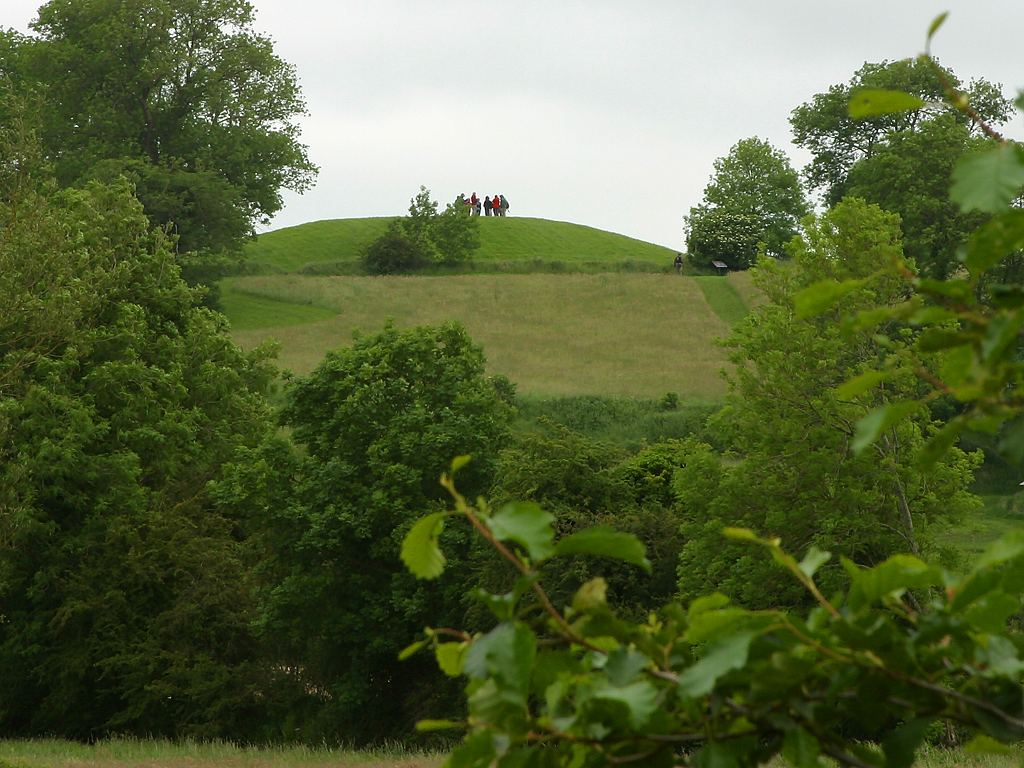
Emain Macha
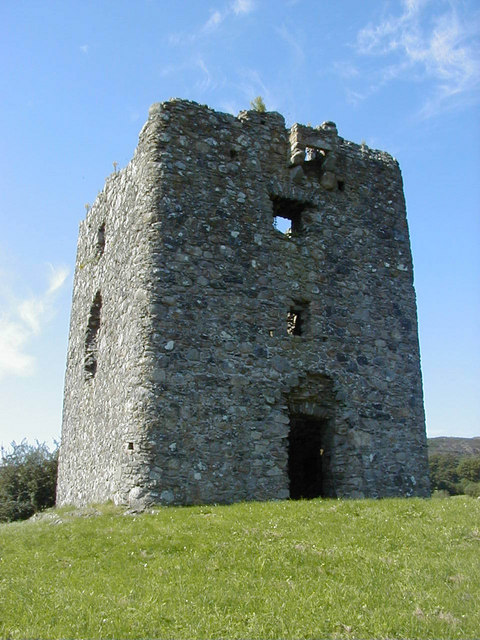
Castello Moyry
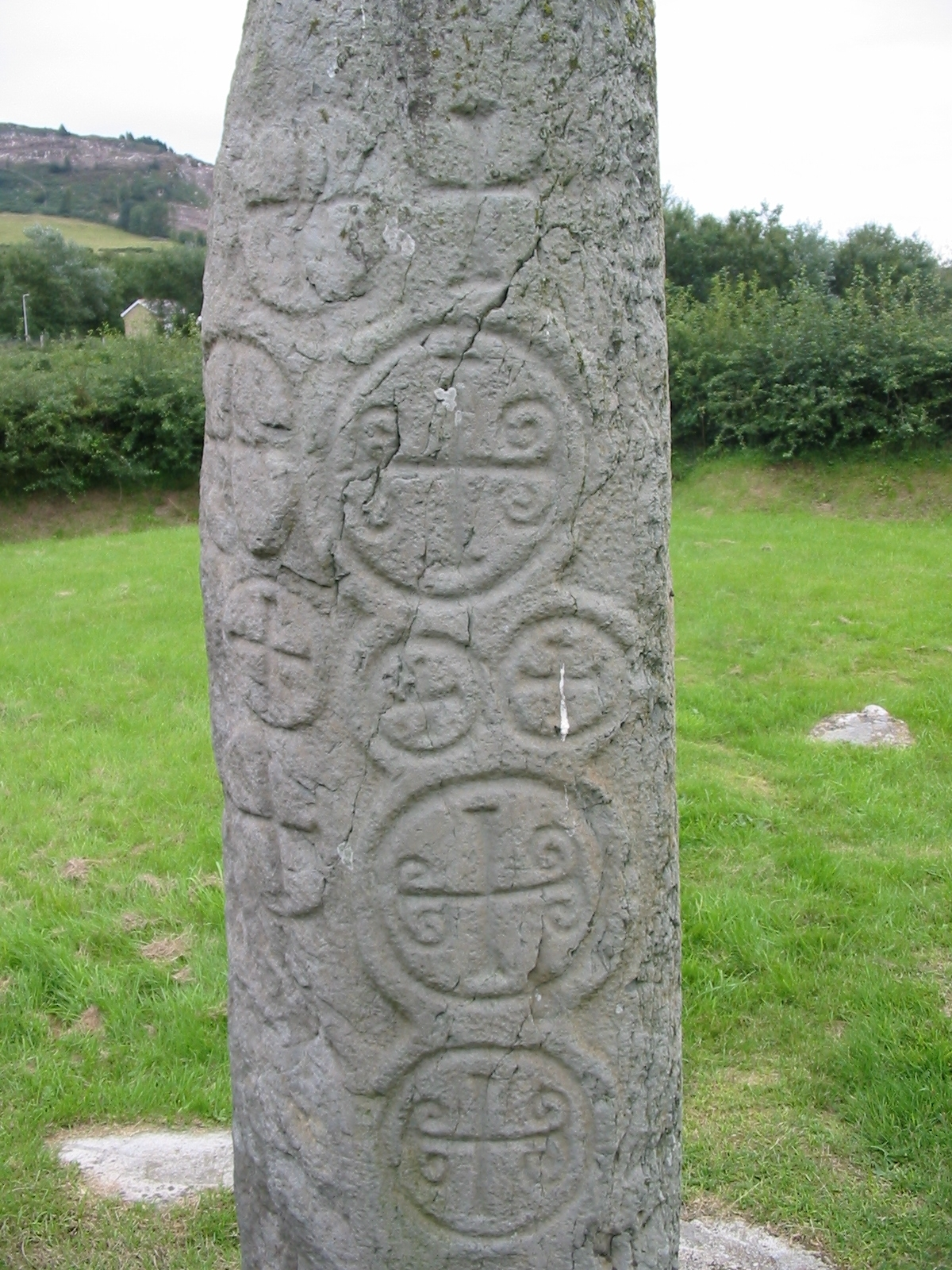
Killnasaggart Stone
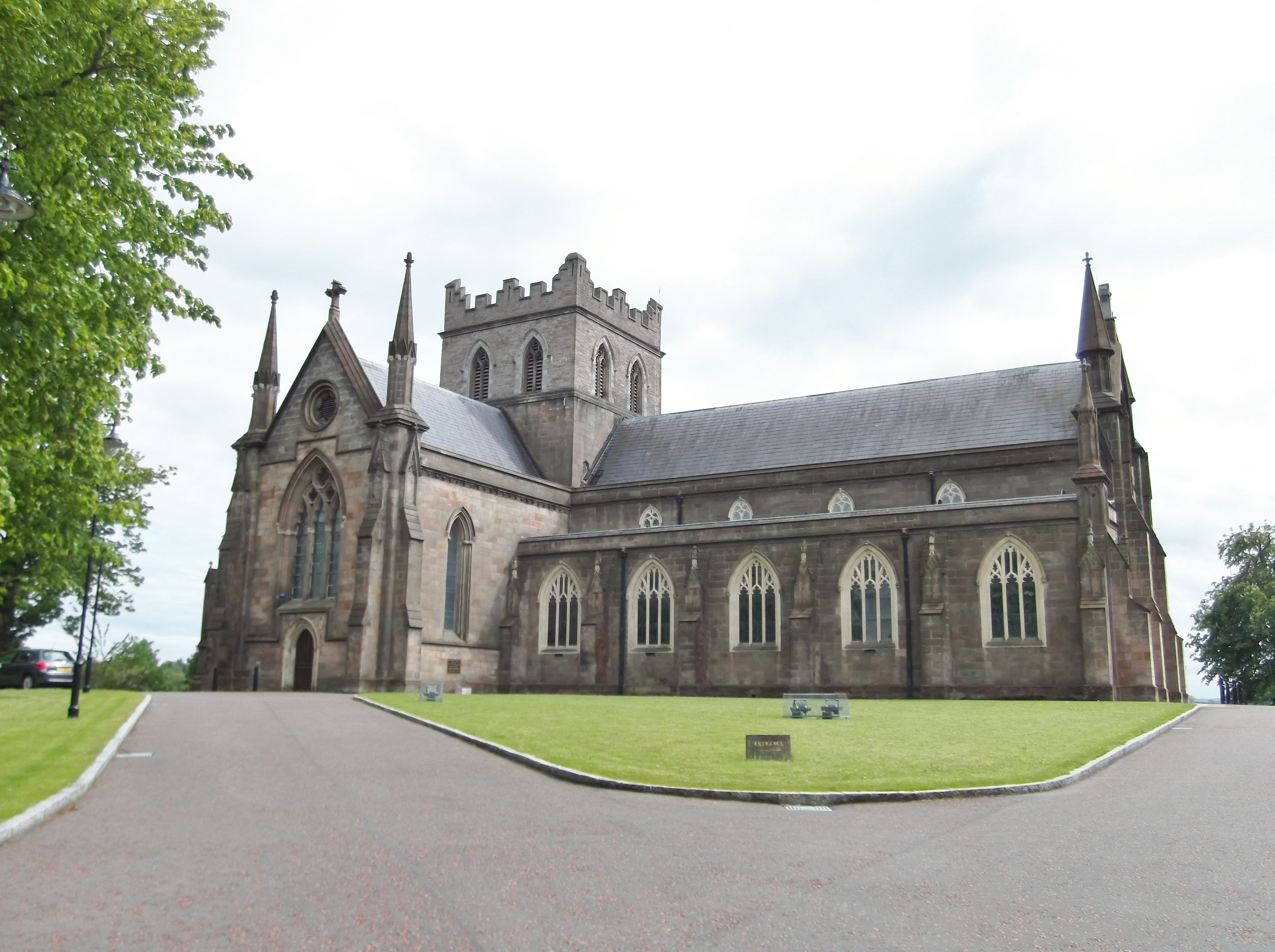
Cattedrale di San Patrizio
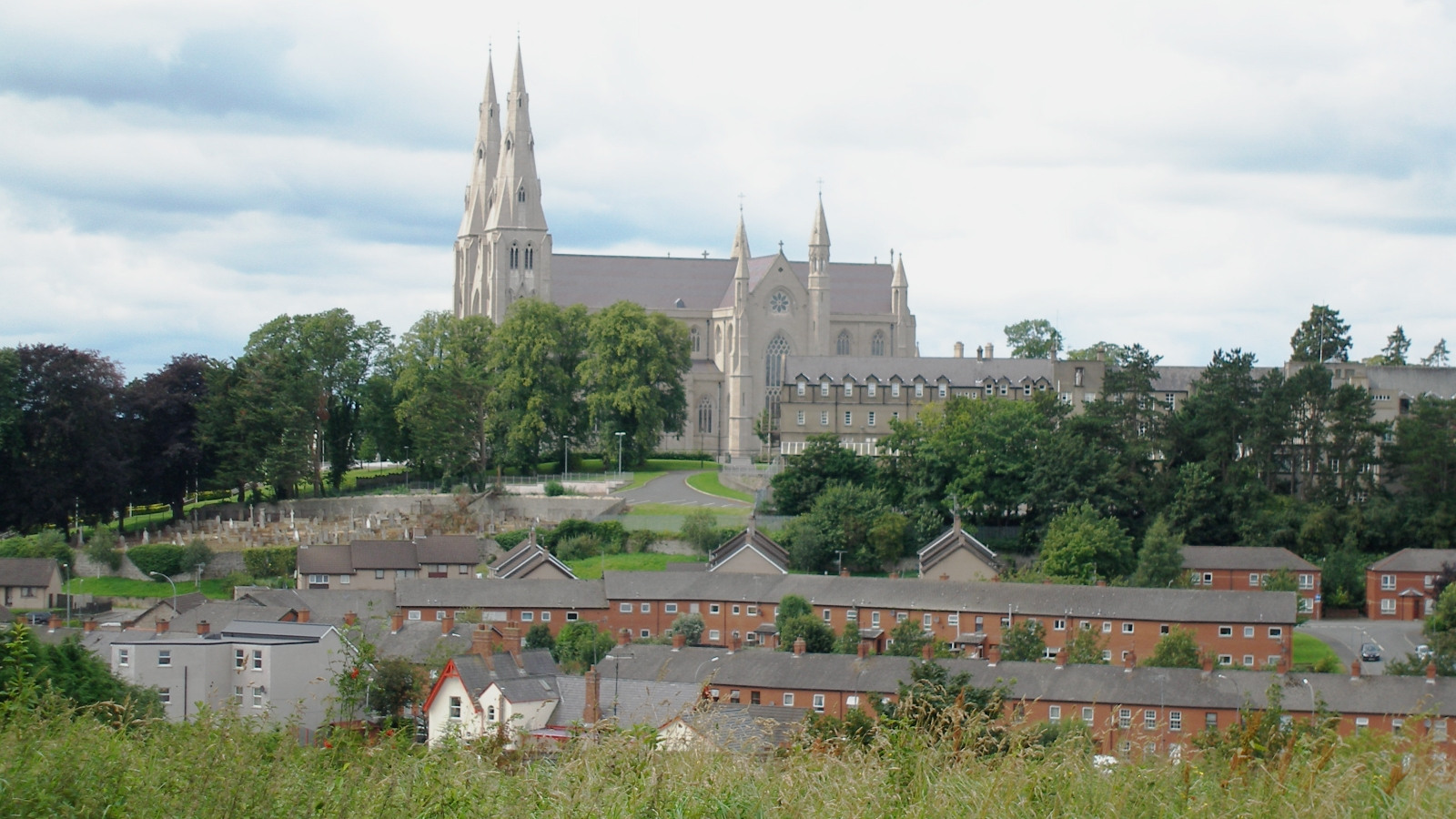
Sede parlamentare
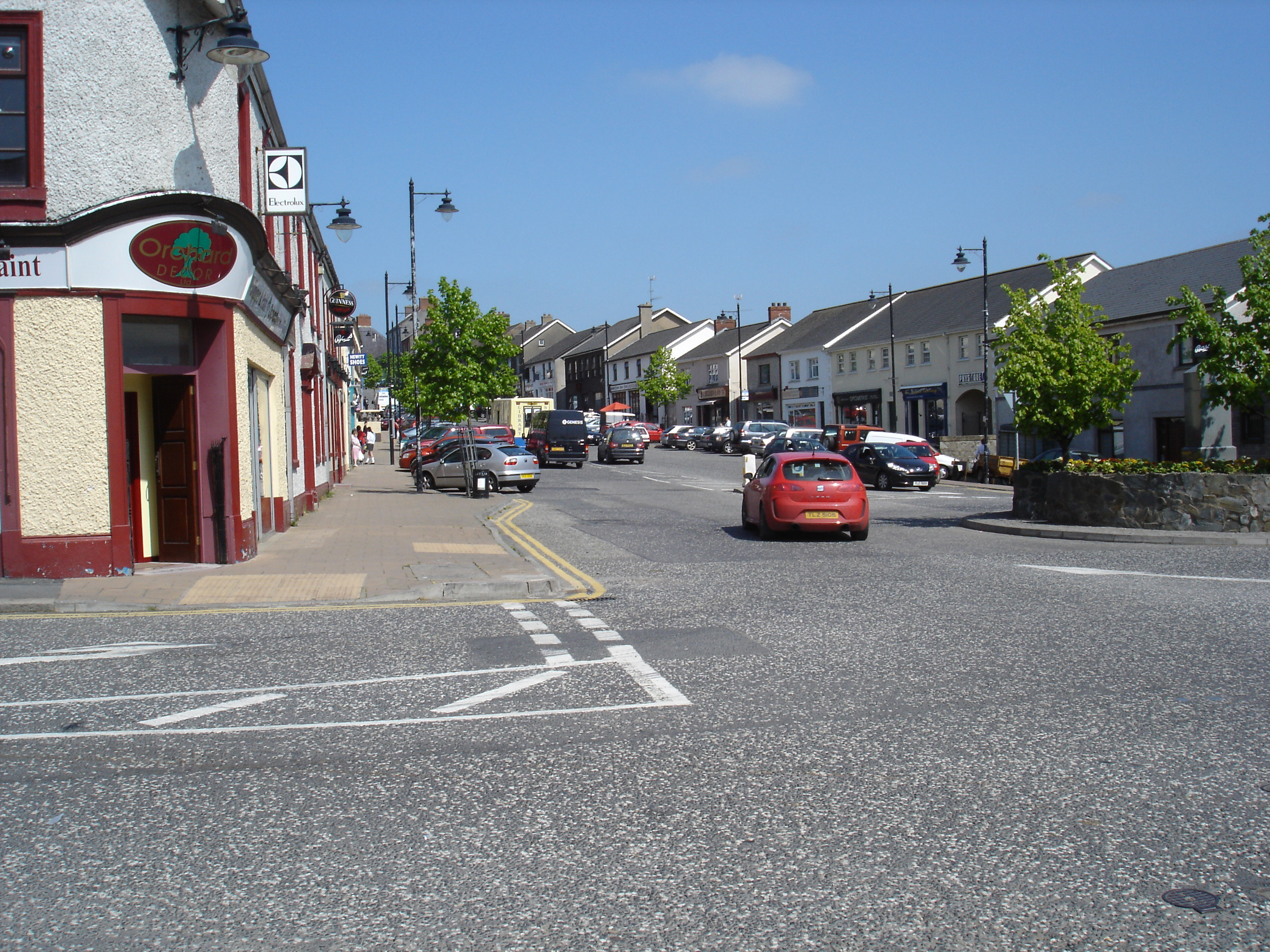
La cittadina di Markethill
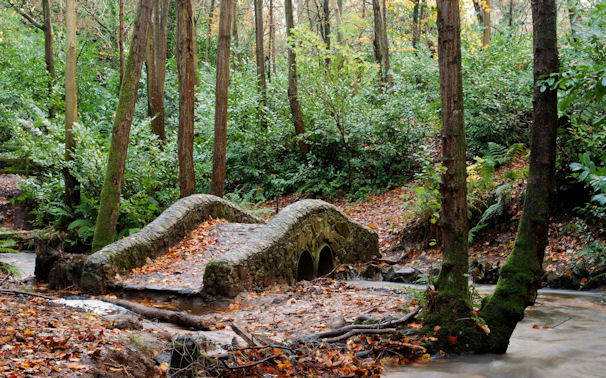
Clare Glen Forest, Tandragee
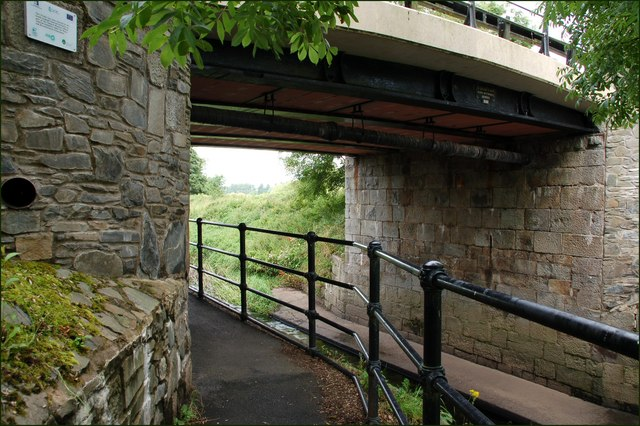
Il Knock Bridge nei pressi di Portadown sul Newry Canal
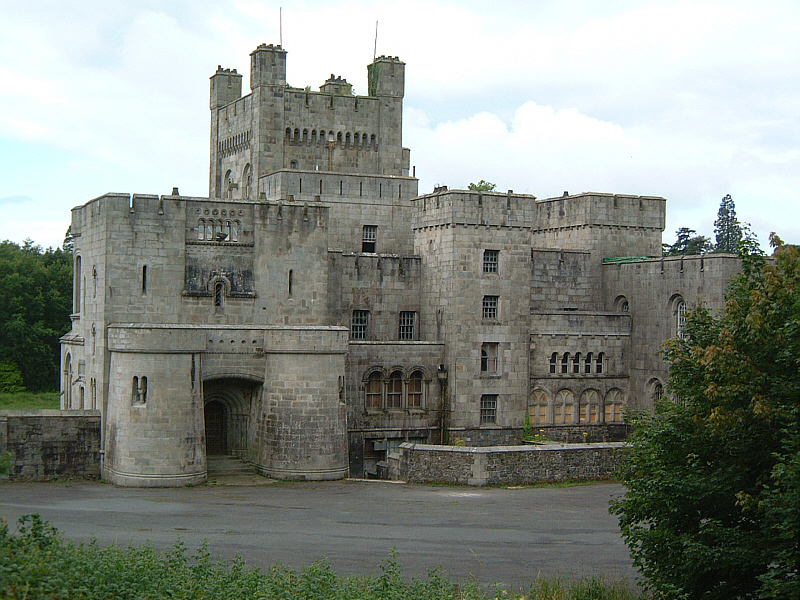
Gosford Castle,al di fuori di Markethill